# A Batalha dos Livros
A Batalha dos Livros é o nome de uma sátira escrita por Jonathan Swift e publicada como parte dos prolegômenos de seu A Tale of a Tub (Um Conto de Uma Banheira) em 1704. Ele retrata uma batalha literal entre livros na Biblioteca do Rei (alojado no Palácio de St. James na época em que foi escrito), enquanto ideias e autores lutam pela supremacia. Por causa da sátira, "A Batalha dos Livros" tornou-se um termo para a Querela dos Antigos e dos Modernos . É uma de suas primeiras obras conhecidas.

## Antigos contra modernos
Na França, no final do século XVII, surgiu um pequeno furor sobre a questão de saber se o aprendizado contemporâneo havia superado o que era conhecido por aqueles na Grécia Clássica e em Roma. Os "modernos" (sintetizados por Bernard le Bovier de Fontenelle ) assumiram a posição de que a era moderna da ciência e da razão era superior ao mundo supersticioso e limitado da Grécia e Roma. Em sua opinião, o homem moderno enxergava mais longe do que os antigos. Os "antigos", por sua vez, argumentaram que tudo o que é necessário saber deve ser encontrado em Virgílio, Cícero, Homero e, especialmente, em Aristóteles .
Este contexto literário foi reencenado na Inglaterra quando Sir William Temple publicou uma resposta a Fontenelle intitulada Of Ancient and Modern Learning em 1690. Seu ensaio introduziu duas metáforas para o debate que seriam reutilizadas por autores posteriores. Primeiro, ele propôs que o homem moderno era apenas um anão de pé sobre os " ombros de gigantes " (esse homem moderno via mais longe porque começa com as observações e o aprendizado dos antigos). Eles possuíam uma visão clara da natureza, e o homem moderno apenas refletia/refinava sua visão. Essas metáforas, do anão/gigante e da luz refletida/emanativa, apareceriam na sátira de Swift e outras. O ensaio de Temple foi respondido pelo classicista Richard Bentley e pelo crítico William Wotton. Os amigos e clientes de Temple, às vezes conhecidos como "Christ Church Wits", referindo-se à sua associação com Christ Church e a orientação de Francis Atterbury, atacaram os "modernos" (e Wotton em particular). O debate na Inglaterra durou apenas alguns anos.
A essa altura, William Temple era um ministro aposentado, secretário de Estado de Carlos II, que havia conduzido negociações de paz com a França. Como ministro, estava abaixo de sua posição responder a autores comuns e profissionais, então a maior parte da batalha ocorreu entre os inimigos e os apoiadores de Temple. Notavelmente, Jonathan Swift não estava entre os participantes, embora trabalhasse como secretário de Temple. Portanto, é provável que a briga tenha sido mais um estímulo para a imaginação de Swift do que um debate no qual ele se sentiu inclinado a entrar.

## A sátira

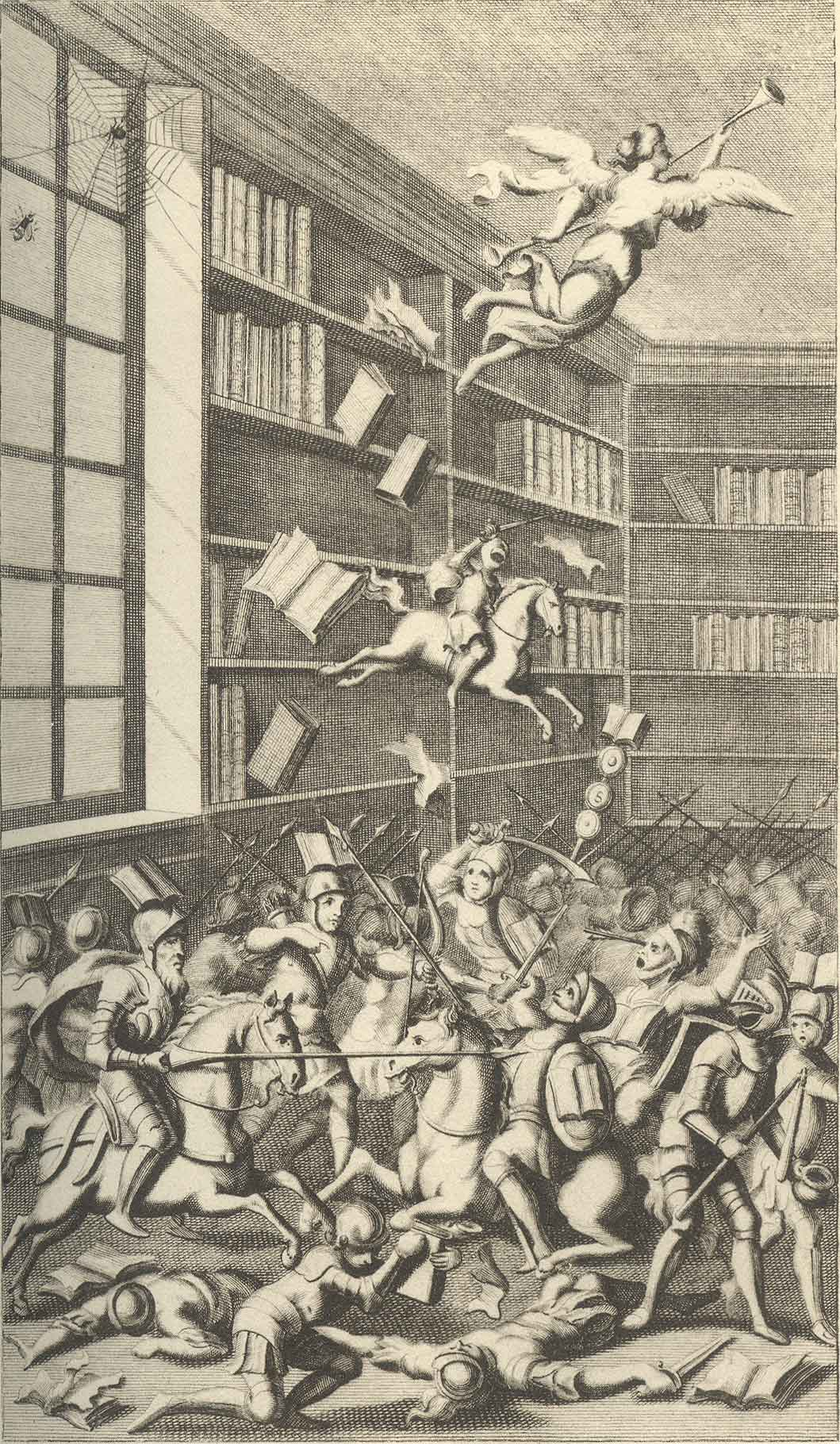
Xilogravura da Batalha

Jonathan Swift trabalhou para William Temple durante a época da controvérsia, e A Tale of a Tub (Um Conto de Uma Banheira), de Swift, está inserida no debate. Desde sua primeira publicação, Swift adicionou uma curta sátira intitulada "A Batalha dos Livros" a sua obra. Nesta peça, há uma batalha épica travada em uma biblioteca quando vários livros ganham vida e tentam resolver as discussões entre modernos e antigos. Na sátira de Swift, ele habilmente consegue evitar dizer para que lado caiu a vitória. Ele retrata o manuscrito como tendo sido danificado em alguns lugares, deixando assim o fim da batalha para o leitor.
A batalha é contada com grande detalhe para determinados autores que lutam com seus substitutos e críticos. A batalha não é apenas entre autores clássicos e autores modernos, mas também entre autores e críticos. 
O combate na "Batalha" é interrompido pela alegoria interpolada da aranha e da abelha. Uma aranha, "inchada até a primeira magnitude, pela destruição de um número infinito de moscas" reside acima de uma prateleira superior, e uma abelha, voando na natureza e atraída pela curiosidade, destrói a teia de aranha. A aranha amaldiçoa a abelha por falta de jeito e por destruir o trabalho dela. A aranha diz que sua teia é sua casa, uma mansão imponente, enquanto a abelha é uma vagabunda que vai a qualquer lugar na natureza sem se preocupar com a reputação. A abelha responde que está cumprindo as ordens da natureza, ajudando nos campos, enquanto o castelo da aranha é apenas o que foi extraído de seu próprio corpo, que tem "um bom e abundante estoque de sujeira e veneno". Essa alegoria já era um tanto antiga antes de Swift a empregar, e é uma digressão dentro da Batalha propriamente dita. No entanto, também ilustra o tema de toda a obra. A abelha é como os antigos e como os autores: recolhe os seus materiais da natureza e canta nos campos o seu canto de zangão. A aranha é como os modernos e como os críticos: mata os fracos e depois tece sua teia (livros de crítica) a partir da mácula de seu próprio corpo digerindo as vísceras.
Em certo sentido, a Batalha dos Livros ilustra um dos grandes temas que Swift exploraria em A Tale of a Tub: a loucura do orgulho envolvido em acreditar que a própria idade é suprema e a inferioridade das obras derivadas. Um dos ataques do Conto foi contra aqueles que acreditam que ser leitores de obras os torna iguais aos criadores de obras. A outra sátira que Swift afixou ao Conto, "A Operação Mecânica do Espírito", ilustra o outro tema: uma inversão do figurativo e literal como parte da loucura.

## Reutilização do tropo
A Batalha de Swift devia muito a Le Lutrin de Boileau, embora não fosse uma tradução. Em vez disso, era um trabalho em inglês baseado na mesma premissa. No entanto, John Ozell tentou responder a Swift com sua tradução de Le Lutrin, onde a batalha mostra os autores conservadores espetados por whigs. Isso levou a uma sátira de Ozell por Swift e por Alexander Pope . Além disso, outras "batalhas dos livros" apareceram depois da de Swift. Frequentemente, esses eram ataques meramente políticos, como no último Battel of the Poets (1729, por Edward Cooke), que foi um ataque a Alexander Pope. Como um cenário ou topos da sátira do século 18, a "Batalha dos Livros" era uma abreviação padrão tanto para a Briga dos Antigos e Modernos quanto para a era da batalha de Swift com William Wotton.